# Abhören

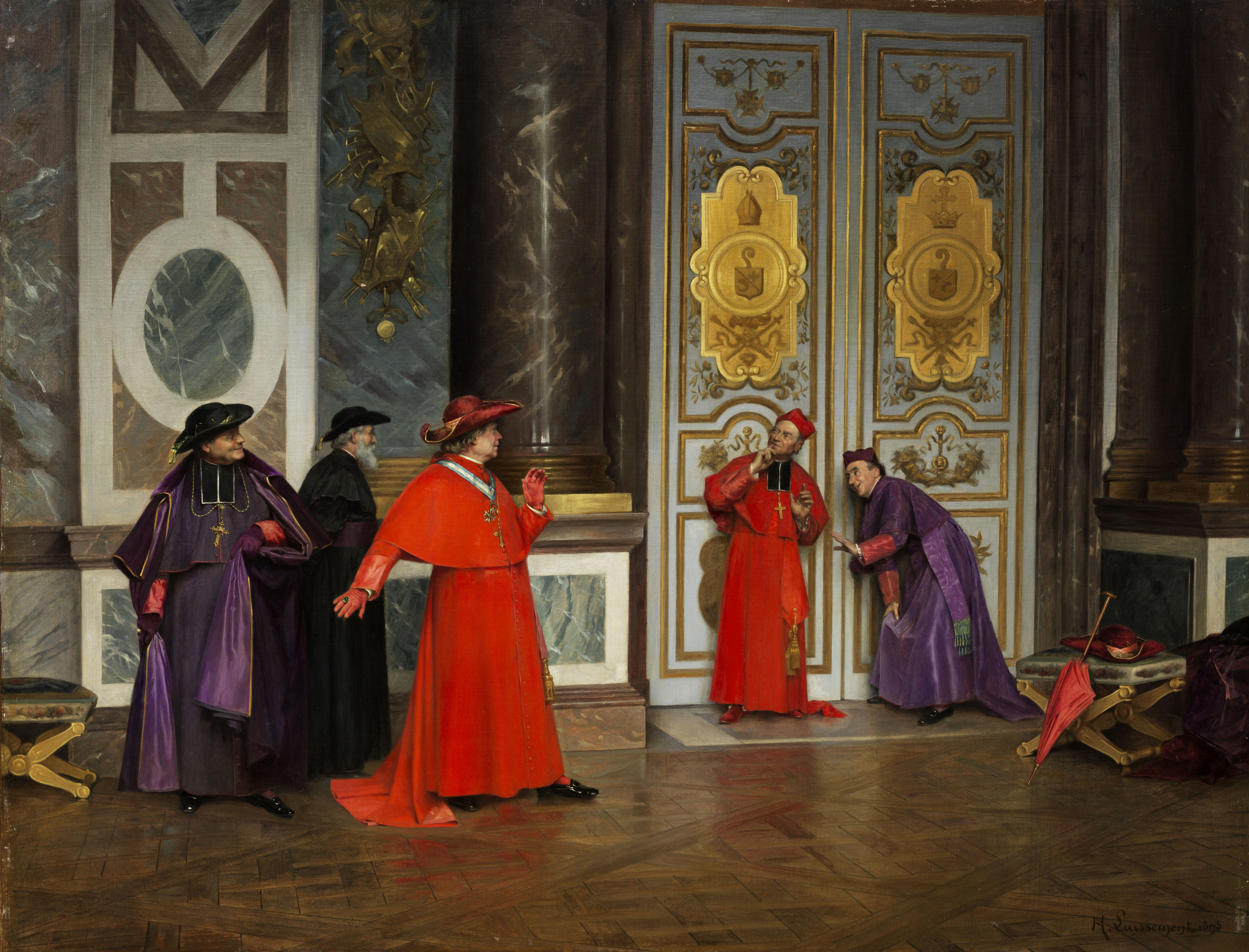
Kardinäle im Vorzimmer des Vatikans von Henri Adolphe Laissement, (1895)

Abhören bezeichnet das Ausspionieren einer Kommunikationsverbindung, um ihren Informationsgehalt zu erfassen. Dies kann mit Abhörgeräten erfolgen und muss nicht unbedingt akustisch geschehen. Elektrische und elektromagnetische Telekommunikationsverbindungen können mithilfe von Funkabhörstationen abgehört werden.
Meistens wird das Wort „Abhören“ für die unbemerkte, oft auch illegale Form des Lauschens an einer Daten- oder Telefonverbindung benutzt, diesen Vorgang bezeichnen Fachleute auch als „Ausleiten“ eines Gesprächs. Das Abhören von Gesprächen in fremden Räumen wird auch als Eavesdropping (engl. für Abhorchen, Lauschen) bezeichnet.
Gegen das Abhören kann man Abhörschutz-Einrichtungen einsetzen.

## Weitere Bedeutungen
- Das Zuhören bei der Wiedergabe gespeicherter Nachrichten eines Anrufbeantworters oder einer Voice-Mailbox wird auch als Abhören bezeichnet.
- Das Abhören von Musik bei ihrer Produktion im Studio über sogenannte Abhörmonitore dient der Überprüfung auf Mischfehler oder sonstiger möglicher Qualitätslücken.
- In der Medizin bezeichnet das Abhören eine Form der Untersuchung des Patienten, dessen Atem- oder Herzgeräusche mit einem Stethoskop abgehört werden, der medizinische Fachausdruck hierfür ist Auskultation.
- Einem Schüler als Vorbereitung einer Prüfung Fragen stellen, und sich die Antworten geben lassen.[2]

## Lauschen

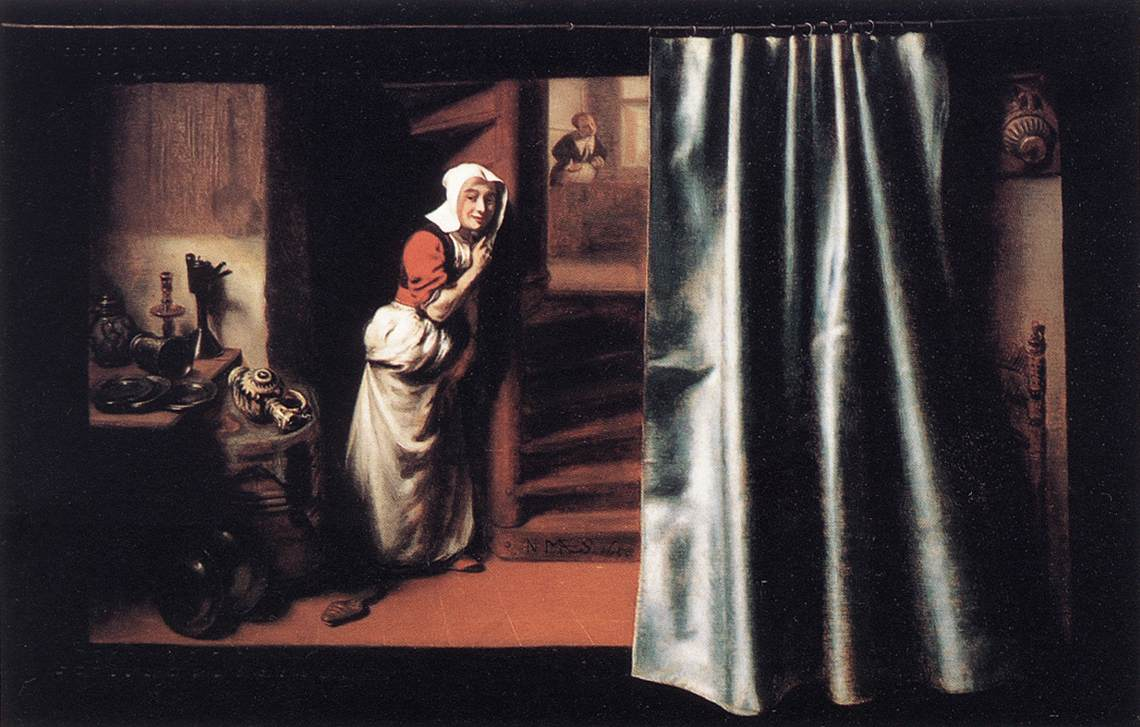
Lauscherin mit schimpfender Frau (Gemälde von Nicolaes Maes, 1655)

Das Lauschen selbst ist das bewusste Mithören von Geräuschen oder Gesprächen (belauschen) oder das intensive aufmerksame Zuhören.
Der Begriff ist negativ besetzt, wenn es zum Beispiel im Zusammenhang mit geheimdienstlichen oder behördlichen Aktivitäten („Lauschangriff“) verwendet wird (Unterhaltung zuhören, ohne dass es die Sprechenden merken).
Positive Konnotation erhält es im Zusammenhang mit Musik („der Musik lauschen“) oder mit leise oder spannend vorgetragenen Gedichten/Geschichten.

## WeitereLauscher
- In Anlehnung an die Jägersprache werden auch die menschlichen Ohren manchmal scherzhaft als Lauscher bezeichnet („... jetzt sperrt mal eure Lauscher auf ...“).
- Als Lauschen in den Weltraum auf der Suche nach außerirdischer Intelligenz wird auch die Arbeit der Techniker und Wissenschaftler beim SETI-Projekt bezeichnet, bei der mit riesigen Radaranlagen Hintergrundgeräusche und Radiosignale gesucht werden.
- Ebenfalls als Lauschen wird das Abhören des Hydrophons bezeichnet, das hauptsächlich in U-Booten vorhanden ist, um die im Wasser befindlichen Schallwellen empfangen und gegebenenfalls orten zu können (Beispiel: Schall, der von Walen ausgesendet wird, Schiffsschraubengeräusche). Die Horcher oder Lauscher haben stets während der Tauchphase ihre Tätigkeit auszuüben.

## Redewendung
- Die Redewendung „Der Lauscher an der Wand hört seine eigne Schand“ besagt, dass, wer neugierig jemanden belauscht, damit rechnen muss, Negatives über sich selbst zu erfahren.[4]